# Florida Cup 2019
La Florida Cup 2019 fue la quinta edición de este torneo amistoso de fútbol, disputado por
cuatro equipos de los cuales para esta edición contó con 2 equipos brasileños (São Paulo, Flamengo), un alemán (Eintracht Frankfurt), y un neerlandés (AFC Ajax). Los partidos fueron disputados en los estadios Orlando City Stadium de la ciudad de Orlando y Al Lang Stadium de la ciudad de San Petersburgo.

## Formato de juego
Para la edición de 2019 el formato fue el mismo que fue utilizado en la edición de la  Florida Cup 2018. Cada club disputó dos únicos partidos, transcurriendo así el certamen hasta que todos los equipos hayan jugado sus 2 respectivos encuentros. Tras finalizar esta seguidilla de partidos, se determinará al campeón  del torneo mediante los puntos acumulados durante el torneo; si 2 o más clubes empatan en puntos acumulados, se recurrirá a la  diferencia de goles como primer ítem de desempate.

## Participantes
| São Paulo | Flamengo            |
| Ajax      | Eintracht Fráncfort |

## Partidos
| 10 de enero de 2019 | Ajax                                             | 2:2 (2:2) (3:4 p.)         | Flamengo                                   | Orlando City Stadium, Orlando |                            |
| 19:00               | Huntelaar 16' · Labyad 34'                       | Reporte                    | Uribe 19' 43'                              | Árbitro(s): Esteban Rosano    | Árbitro(s): Esteban Rosano |
|                     |                                                  | Tiros desde el punto penal |                                            |                               |                            |
|                     | Labyad · L. Traoré · De Wit · Veltman · Magallán |                            | Piris Da Motta · Rodinei · Trauco · Berrío |                               |                            |

| 10 de enero de 2019 | Eintracht Fráncfort                   | 2:1 (1:0) | São Paulo | Al Lang Stadium, San Petersburgo |                            |
| 19:00               | Rebić 9' (pen.) · Vinícius 64' (a.g.) | Reporte   | Nenê 55'  | Árbitro(s): Andrew Musashe       | Árbitro(s): Andrew Musashe |

| 12 de enero de 2019 | São Paulo                  | 2:4 (1:0) | Ajax                                                    | Orlando City Stadium, Orlando |                             |
| 13:00               | Hernanes 22' · Brenner 65' | Reporte   | Van de Beek 57' · Tadić 73' · Dolberg 79' · Neres 90+1' | Árbitro(s): Elvis Osmanovic   | Árbitro(s): Elvis Osmanovic |

| 12 de enero de 2019 | Flamengo       | 1:0 (1:0) | Eintracht Fráncfort | Orlando City Stadium, Orlando |                          |
| 16:00               | Jean Lucas 40' | Reporte   |                     | Árbitro(s): Madcid Coric      | Árbitro(s): Madcid Coric |

### Clasificación
Se le otorgan 3 puntos al equipo ganador. Si hay empate entre los dos clubes durante los 90 minutos, se le otorga 1 punto a cada equipo y luego se procederá a una tanda de penales para definir a quién se le otorgará el punto restante.

#### Por clubes
| Pos. | Club                | Pts | PJ | G | VP | DP | P | GF | GC | Dif |
| ---- | ------------------- | --- | -- | - | -- | -- | - | -- | -- | --- |
| 1°   | Flamengo            | 5   | 2  | 1 | 1  | 0  | 0 | 3  | 2  | +1  |
| 2°   | Ajax                | 4   | 2  | 1 | 0  | 1  | 0 | 6  | 4  | +2  |
| 3°   | Eintracht Fráncfort | 3   | 2  | 1 | 0  | 0  | 1 | 2  | 2  | 0   |
| 4°   | São Paulo           | 0   | 2  | 0 | 0  | 0  | 2 | 3  | 6  | -3  |

Pts.= Puntos; PJ= Partidos jugados; G= Partidos ganados; VP= Victoria por penales; DP= Derrota por penales; P= Partidos perdidos; GF= Goles a favor; GC= Goles en contra; Dif.= Diferencia de gol.
| Florida Cup 2019             |
| ---------------------------- |
| Flamengo Campeón (1° título) |

#### Por país
| Pos. | País         | Pts | PJ | G | VP | DP | P | GF | GC | Dif |
| ---- | ------------ | --- | -- | - | -- | -- | - | -- | -- | --- |
| 1°   | Brasil       | 5   | 4  | 1 | 1  | 0  | 2 | 6  | 8  | -2  |
| 2°   | Países Bajos | 4   | 2  | 1 | 0  | 1  | 0 | 6  | 4  | +2  |
| 3°   | Alemania     | 3   | 2  | 1 | 0  | 0  | 1 | 2  | 2  | 0   |

Pts.= Puntos; PJ= Partidos jugados; G= Partidos ganados; VP= Victoria por penales; DP= Derrota por penales; P= Partidos perdidos; GF= Goles a favor; GC= Goles en contra; Dif.= Diferencia de gol.
| Florida Cup 2019           |
| -------------------------- |
| Brasil Campeón (3° título) |